# GP Fidea
De GP Fidea is een voormalige veldrijwedstrijd die van 2000 tot 2010 jaarlijks werd georganiseerd in de Belgische gemeente Vorselaar.
Van 2000 tot 2004 heette de wedstrijd Vlaamse Trofee Deschacht.
De wedstrijd behoorde tot de Superprestige.

## Erelijst

### Mannen elite
| Datum      | Klassement    | Cat. | Winnaar             | Tweede              | Derde               |
| ---------- | ------------- | ---- | ------------------- | ------------------- | ------------------- |
| 14/02/2010 | Superprestige | C1   | Zdeněk Štybar       | Niels Albert        | Radomír Šimůnek jr. |
| 15/02/2009 | Superprestige | C1   | Sven Nys            | Niels Albert        | Erwin Vervecken     |
| 16/02/2008 | Superprestige | C1   | Niels Albert        | Radomír Šimůnek jr. | Sven Vanthourenhout |
| 17/02/2007 | Superprestige | C1   | Sven Nys            | Klaas Vantornout    | Erwin Vervecken     |
| 18/02/2006 | Superprestige | C1   | Sven Nys            | Sven Vanthourenhout | Bart Wellens        |
| 19/02/2005 | Superprestige | C1   | Sven Nys            | Bart Wellens        | Richard Groenendaal |
| 25/01/2004 | Superprestige | C1   | Sven Nys            | Maxime Lefebvre     | Erwin Vervecken     |
| 22/03/2003 | Superprestige | C1   | Bart Wellens        | Sven Nys            | Erwin Vervecken     |
| 23/02/2002 | Superprestige | C1   | Richard Groenendaal | Sven Nys            | Bart Wellens        |
| 14/10/2000 | Losse cross   | C3   | Bart Wellens        | Richard Groenendaal | Mario De Clercq     |

Seizoen 2024-2025

 Cyclocross Ruddervoorde (1998-heden) ·  Druivencross Overijse (1983-2000, 2023-heden) ·  Jaarmarktcross Niel (2020-heden) ·  Vlaamse Aardbeiencross Merksplas (1999-heden) ·  Zilvermeercross (2024) ·  Cyclocross Diegem (1982-2019, 2020-heden) ·  Cyclocross Gullegem (2023 en 2025) ·  Noordzeecross Middelkerke (2011-2021, 2023-heden)

Voormalig

 GP Eric De Vlaeminck Zolder (2020-2023) ·  Niels Albert CX Boom (2017-2023) ·  Cyclocross Asper-Gavere (1983-2022) ·  Cyclocross Gieten (1989-2021) ·  Cyclocross Zonhoven (2010-2019) ·  GP Région Wallonne (2014-2016) ·  Bollekescross Hamme (2004-2013) ·  GP Fidea Vorselaar (2002-2010) ·  Internationale cyclocross Veghel-Eerde (2007-2008) ·  Superprestige Sint-Michielsgestel (1998, 2000-2006) ·  Cyclocross Raismes (2004) ·  Cyclocross Harnes (1999-2003)